# Saser Muztagh
Saser Muztagh – grupa górska w łańcuchu Karakorum. Jest najbardziej wysuniętą na wschód grupą górską w Karakorum. Leży w Kaszmirze w Indiach. Na południe leży Ladakh.
Pierwsze eksploracje Europejczyków miały tu miejsce już w drugiej połowie XIX wieku. W 1909 r. angielscy podróżnicy T. G. Longstaff, Arthur Neve, i A. M. Slingsby eksplorowali dolinę Nubra oraz dotarli do masywu Saser Kangri, najwyższego szczytu w grupie. Jednak szczyt ten został zdobyty dopiero w latach 70.
Najwyższe szczyty:
- Saser Kangri I 	7672
- Saser Kangri II  	7513
- Saser Kangri III 	7495